# Д’Аршиак, Оливье
Лоран Арнольф Оливье Демье, виконт д’Аршиак (фр. Laurent Arnulf Olivier Desmier d'Archiac, Vicomte d'Archiac; 7 апреля 1811, Дижон — 30 октября 1848, Аржийи) — французский аристократ и дипломат.
Принадлежал к старинному французскому роду, имевшему владения в Пуату и Нижней Шаранте.
С апреля 1836 года — атташе французского посольства в Санкт-Петербурге (миссия барона Проспера де Баранта).
Участник поединка Пушкина с кавалергардом Жоржем Дантесом, которому приходился двоюродным братом. Секундант последнего во время его дуэльных конфликтов с Пушкиным: в ноябре 1836 года и 27 января 1837 года. После январского поединка, 1 февраля 1837 года, был отправлен курьером в Париж, что помогло ему избежать наказания за участие в дуэли. Перед отъездом оставил друзьям Пушкина описание хода поединка, которое было приобщено к Военно-судному делу. По словам современников, д’Аршиак вел себя в дуэльной истории Пушкина в высшей степени достойно, всеми силами стараясь предотвратить поединок. Граф В. А. Соллогуб назвал его «необыкновенно симпатичной личностью».
В сентябре 1837 года возвратился в Петербург, где служил во французской миссии до 8 сентября 1839 года, после чего продолжил дипломатическую службу в составе французской дипломатической миссии графа Эдуара де Серсея в Персии.
Погиб в результате несчастного случая на охоте.

## Семья
Жена (с 5 мая 1844 года) — Николь Этьеннет Фелисите Жерар (фр. Nicole Etiennette Félicité Gérard; 1822—1845), дочь маршала Франции, графа Мориса Этьена Жерара и его жены Луизы Розмонды Эдмеи, дочери пэра Франции графа де Валанса. Скончалась в родах.
Сын — граф Жан Луи Мари Сирюс Этьен Демье д’Аршиак (фр. Jean Louis Marie Cyrus Étienne Desmier d’Archiac, Comte d’Archiac; 27 сентября 1845 — 30 мая 1927), мэр города Виллер-Сен-Поль в 1876—1881 гг.